# Burton (Duddon and Burton)
Burton – wieś w Anglii, w hrabstwie ceremonialnym Cheshire, w dystrykcie (unitary authority) Cheshire West and Chester, nad rzeką Gowy. Leży 11 km na wschód od miasta Chester i 256 km na północny zachód od Londynu. W 2001 miejscowość liczyła 50 mieszkańców.